# مات بريستون
مات بريستون (بالإنجليزية: Matt Preston)‏ (16 مارس 1995 ببرمنغهام في المملكة المتحدة - ) هو لاعب كرة قدم بريطاني في مركز الدفاع. لعب مع آي بي في ونادي والسول ونادي بارويل.

## وصلات خارجية
- مات بريستون على موقع قاعدة بيانات كرة القدم.إي يو (الإنجليزية)
- مات بريستون على موقع Soccerbase.com (لاعب) (الإنجليزية)
- مات بريستون على موقع Soccerway.com (الإنجليزية)